# Focke-Wulf Fw 189 Uhu
Focke-Wulf Fw 189 Uhu ((tysk): hornugle) var et lidt særpræget udseende tysk rekognoscerings-/bombefly under 2. verdenskrig.

## Eksterne links
Der er for få eller ingen kildehenvisninger i denne artikel, hvilket er et problem. Du kan hjælpe ved at angive troværdige kilder til de påstande, som fremføres i artiklen.

- Wikimedia Commons har flere filer relateret til Focke-Wulf Fw 189 Uhu

| Luftfart | Spire Denne artikel om flyvning er en spire som bør udbygges. Du er velkommen til at hjælpe Wikipedia ved at udvide den. |